# Peter Hammill
Peter Joseph Andrew Hammill (* 5. listopadu 1948) je anglický zpěvák, skladatel a zakládající člen rockové skupiny Van der Graaf Generator.

## Hudební tvorba
Hammillova skladatelská práce zahrnuje množství různých písňových forem: jednoduché krátké písně založené na riffu, ale i poměrně dlouhé, komplexní kusy. Většina jeho hudby zní velmi energicky a drsně, žánrově je zařazována především do tzv. progresivního rocku, ve svém díle se však dotkl například i opery (Zánik domu Usherů), avantgardní elektronické hudby (Loops and Reels, Unsung), improvizace (Spur of the Moment) či filmové hudby (Sonix).

## Hlas
Jeho charakteristický hlas je významnou součástí jeho hudebního projevu. Zpívá velmi emocionálně, dynamika se pohybuje od tichého, poklidného tónu až k dramatickému ječení, které je ovšem dobře kontrolované. Poloha jeho hlasu pak kolísá od hlubokého barytonového rejstříku po vysoký falzet. Často bývá jeho způsob zpěvu přirovnáván ke kytarové hře Jimiho Hendrixe.

## Texty
Pozoruhodná a oceňovaná je také jeho práce v oblasti písňových textů. Kromě běžnějších témat jako láska a mezilidské vztahy, náboženství, politika, stárnutí a smrt se zabývá též neobvyklými náměty z oblasti fyziky a často vkládá do písní odkazy na vědecké, literární či historické pojmy.